# Puerto Calderón
Puerto Calderón 51°18′32″S 59°36′37″O / -51.30889, -59.61028 (en inglés Pebble Island Settlement) es un pequeño establecimiento ubicado en el fondo de la bahía Elefante Marino de la isla Borbón, que se encuentra en la costa norte de la isla Gran Malvina. 
El establecimiento es la sede de la granja ubicada en la isla y se ubica sobre un istmo. Hay en Puerto Calderón una tienda, una escuela de un aula, un pequeño hotel, una pista de aterrizaje y un campo de golf. La mayoría de la población es de ascendencia británica, aunque hay una familia chilena allí.

## Historia
El nombre del asentamiento en castellano («Puerto Calderón»), refleja la temprana historia del lugar que era utilizado en la caza de focas y pingüinos para la extracción de aceite.
El asentamiento fue establecido en 1846 por un inglés llamado John Henry Dean, cuya empresa familiar se halla todavía en la isla.
Más recientemente, el establecimiento se convirtió en uno de los primeros en las Malvinas en utilizar las turbinas de viento para generar la mayor parte de su electricidad.

## Guerra de las Malvinas
Durante la guerra de las Malvinas en 1982, sobre dos pistas preexistentes en la isla Borbón, la Armada Argentina instaló el «Aeródromo Auxiliar Calderón», con la intención inicial de que sirviera de base para aviones Beehcraft T-34C-1 Turbo Mentor, asignándole la Compañía «H» del Batallón de Infantería de Marina N.º 3 con 300 soldados para su defensa. Fue también utilizado por la Fuerza Aérea Argentina como aeródromo de emergencia; a partir del ataque que la Base Aérea Militar Cóndor de Puerto Darwin sufrió el 1 de mayo, se desplegaron en la isla Borbón varios FMA IA-58 Pucará originarios de esta base. 
El 15 de mayo de 1982 la instalación sufrió un ataque del SAS británico que destruyó once aviones argentinos.